# Prostitución en Ruanda

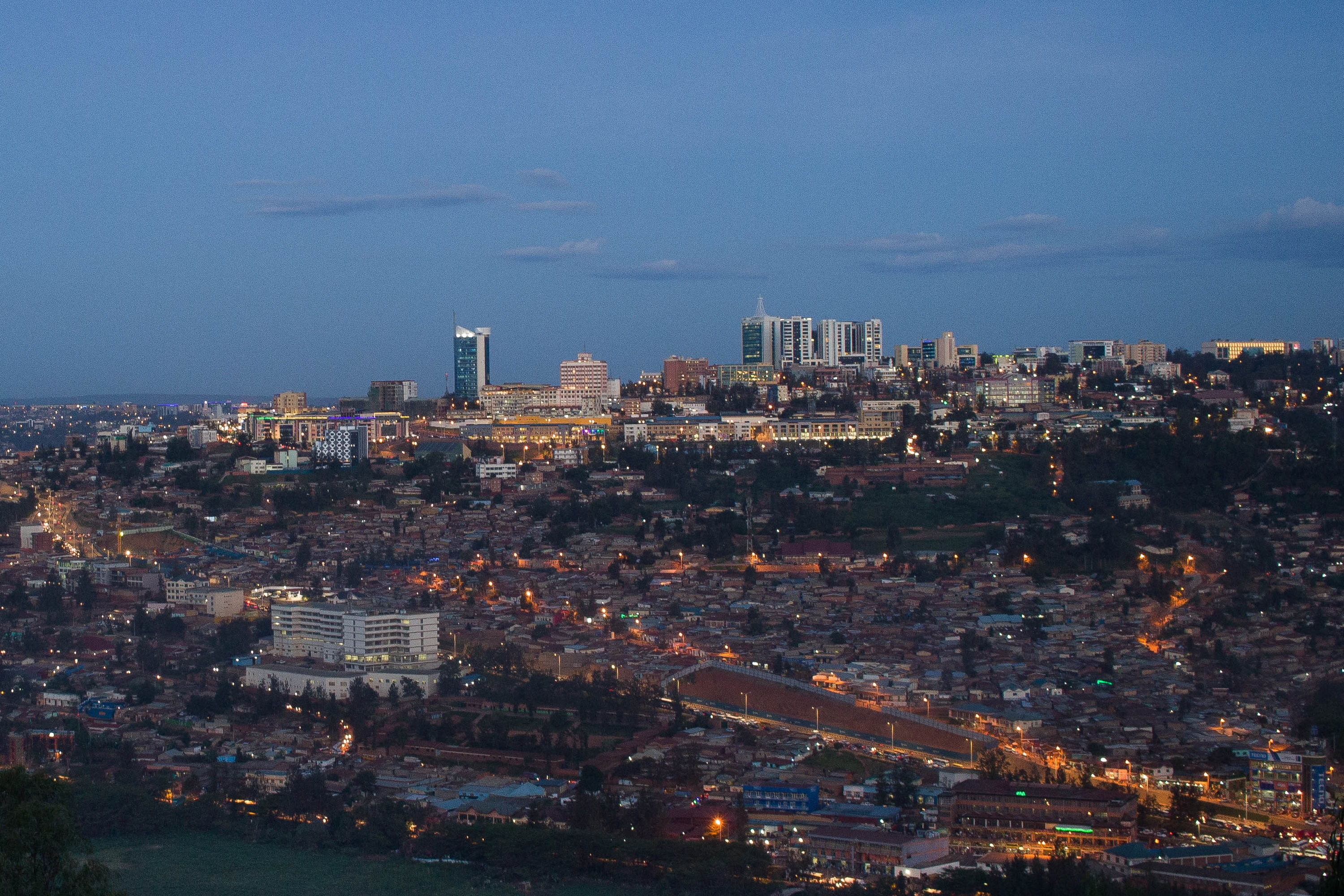
La capital ruandesa, Kigali, aglutina la mayoría de la actividad sexual del país.

La prostitución en Ruanda es ilegal en todos sus aspectos. Las prostitutas, los clientes y cualquier tercero implicado (como proxenetas y dueños de burdeles) están penalizados por el Código Penal del país. Sin embargo, en diciembre de 2017 se presentó para su debate en el Parlamento ruandés un proyecto de nuevo texto legal en el que no se prohibía la prostitución. Debido a la inmensa pobreza del país, muchas mujeres se han visto obligadas a prostituirse para ganarse la vida. En 2012 se estimó que había algo más de 12 000 trabajadoras sexuales en el país. Se cree que el 45,8 % de las mismas son seropositivas.

## Situación legal
Aunque la prostitución es ilegal, su aparición es extensa, presente sobre todo en la capital, Kigali, y otros centros urbanos. Muchas prostitutas trabajan en bares. A menudo, los hombres que buscan prostitutas se sientan en la barra, y los que no, lejos del mostrador. Un número significativo de estudiantes universitarias recurren al trabajo sexual para complementar sus ingresos.
Las trabajadoras del sexo denuncian el acoso de la policía.
El 23 de septiembre de 2006, la ministra de Género y Promoción de la Familia, Valeria Nyirahabineza, ordenó a las prostitutas de Ruanda que dejaran de vender sexo porque, de lo contrario, se enfrentarían a acciones legales. Afirmó que la prostitución era una de las causas fundamentales del problema del VIH en Ruanda. En marzo de 2007, el presidente Paul Kagame pronunció un discurso en el que afirmó que había que acabar con la prostitución en Ruanda. Afirmó: "No forma parte del camino de Ruanda hacia el desarrollo y, por tanto, debe cesar".
La Comisión de Reforma Legislativa de Ruanda inició una revisión de la legislación penal en 2015 en un intento de actualizar las leyes del país. El Proyecto de Código Penal elimina la prohibición de la prostitución, excepto la prostitución forzada. El Parlamento comenzó su debate en noviembre de 2017.

## Asesinatos en serie de prostitutas
Varias mujeres, en su mayoría prostitutas, fueron asesinadas en Kigali entre julio y agosto de 2012. El número total de víctimas osciló entre quince y dieciocho. Los asesinatos podrían haber sido obra de una sola persona, aunque testimonios llegaron a referirse al presunto autor como el "Jack el Destripador africano". Los vecinos describieron a una de las víctimas con las palabras "Pararé cuando haya matado a 400 prostitutas" grabadas en la carne de su estómago, aunque la policía lo desestimó como un rumor. Meses más tarde, en noviembre de dicho año, se informó de que ocho hombres habían sido detenidos y que uno de ellos había confesado los asesinatos.

## Tráfico sexual
Ruanda es país de origen, tránsito y, en menor medida, destino de mujeres y niños víctimas de dicha trata sexual. Algunos menores, entre 13 y 18 años, son explotados en el comercio sexual en hoteles, a veces con la facilitación de sus propietarios o dueños. Grupos locales de derechos humanos informaron en 2016 de que algunas niñas ruandesas que trabajan en el servicio doméstico, que se quedan embarazadas y, por tanto, sus empleadores les ponen fin a su empleo y no pueden regresar a sus aldeas de origen, son posteriormente explotadas en la trata con fines sexuales.
Los principales destinos de las víctimas ruandesas son Uganda, la República Democrática del Congo y otras partes de África Oriental. Según los informes, las víctimas ruandesas también son explotadas en el tráfico sexual con destino a China. En años anteriores, las víctimas ruandesas fueron explotadas en Sudáfrica, Malasia, Estados Unidos y Europa. En 2016, algunas niñas ruandesas fueron obligadas a contraer matrimonio con hombres en Tanzania y pueden haber sufrido explotación sexual comercial a través de estos matrimonios. Los informes de 2013 indicaban que reclutadores e intermediarios laborales con sede en Kampala y Nairobi captaban a trabajadores ruandeses mediante ofertas fraudulentas de empleo en el extranjero y los sometían a trata con fines sexuales.
Los refugiados que huyen del conflicto y la violencia política en Burundi y el Congo siguen siendo muy vulnerables a la trata en Ruanda o son objeto de explotación en terceros países tras transitar por Ruanda. Según una organización internacional, desde 2015 ha aumentado el tráfico sexual de adolescentes burundeses de ambos sexos a través de Ruanda hacia terceros países. Niñas refugiadas burundesas en tránsito por Ruanda fueron explotadas en el tráfico sexual en Uganda. Por otra parte, en 2015 se denunció que niñas refugiadas en un campo de refugiados congoleño fueron objeto de trata sexual en ciudades cercanas, presuntamente facilitada por un civil y tres soldados de las Fuerzas Ruandesas de Defensa asignados al campo.
La Oficina de Vigilancia y Lucha contra la Trata de Personas del Departamento de Estado de los Estados Unidos clasificó en 2023 a Ruanda como país de "nivel 2".